# Norr-Rödåstjärnen
Norr-Rödåstjärnen är en sjö i Sollefteå kommun i Ångermanland och ingår i Ångermanälvens huvudavrinningsområde.